# النماذج التنظيمية المدرسية
النماذج التنظيمية المدرسية هي طرق هيكلة المناهج الدراسية والوظائف والمرافق للمدارس والكليات والجامعات. وقد تم تنظيم التعليم والتعلم منذ إنشاء المؤسسات التعليمية الأولى. مع مزيد من التخصص والخبرة في مجال معين من المعرفة، وجمع من الأفراد ذوي التفكير المماثل، تجمع المدربين في مجموعات متخصصة، والمدارس، وفي نهاية المطاف الإدارات داخل المؤسسات الكبيرة. انتشر هذا الهيكل بسرعة خلال القرنين التاسع عشر والعشرين مع المدارس النموذجية للمصانع وطريقة «خط التجميع» الخاصة بها للمناهج الدراسية الموحدة والأساليب التعليمية.
بدءا من الحركة التعليمية التقدمية في أوائل منتصف القرن 20th، ومرة أخرى مع اتجاهات مماثلة في أواخر القرن 20 وأوائل القرن 21، نماذج بديلة منظم نحو التعلم الأعمق، والاحتفاظ أعلى، ومهارات القرن 21 المتقدمة. وتنقسم النماذج التنظيمية للمدارس إلى عدة فئات رئيسية، بما في ذلك: الإدارات، والتكاملية، والقائمة على المشاريع، والأكاديمية، ومجتمعات التعلم الصغيرة، والمدرسة داخل المدرسة.

## نموذج إداري
نموذج الإدارات هو منظمة حيث أقسام وكليات مختلف المواد الأكاديمية منفصلة ومتميزة. قد يكون لكل قسم (مثل الرياضيات والعلوم الإنسانية والعلوم) رئيسه الخاص (أو مديره أو عميده) المسؤول عن جوانب مختلفة من القسم. ويجوز للمعلمين في ذلك القسم أن يقدموا تقاريرهم إلى ذلك الرئيس الذي يقدم بدوره تقاريره إلى إدارة أعلى مستوى، مثل مدرسة أو كلية في جامعة، أو مباشرة إلى الإدارة الرئيسية، مثل مدير المدرسة أو رئيسها. وكثيرا ما توفر المؤسسات التعليمية التي تستخدم نموذج الإدارات التعليم التقليدي. هذا هو الشكل التقليدي للتنظيم مع التركيز على أشكال الفصول الدراسية التقليدية والمنظمات التي كانت النموذج المنظم السائد للمدارس الثانوية أو الثانوية والكليات والجامعات منذ أواخر القرن التاسع عشر وأوائل القرن العشرين. وينعكس ذلك في تصميم المرافق التعليمية مع مباني منفصلة لأعضاء هيئة التدريس في الحرم الجامعي، أو في جناح أو مجموعة من الفصول الدراسية القياسية أو المختبرات في المدرسة الثانوية (مثل مختبرات العلوم والمحلات المهنية).
- مبنى مدرسة الماجستير - مدرسة الخطة التقليدية

## نموذج تكاملي
النموذج التكاملي هو منظمة متعددة التخصصات تجمع بين المواد الأكاديمية والكليات والتخصصات بدلاً من أن تفصلها. قد يكون هناك هيكل إداري لكل مجال أو تخصص، ولكن التنظيم المادي للمرافق التعليمية قد يضع فصولًا أو مختبرات مختلفة قائمة على الموضوعات في مجموعات، كما هو الحال في منطقة أو جناح أو مجتمع تعليمي صغير محدد. على سبيل المثال، قد تحتوي كل مجموعة على فصول دراسية في موقع مشترك مع معلمين مختلفين يركزون على الرياضيات واللغة الإنجليزية والعلوم الاجتماعية بالقرب من مختبر العلوم أو Makerspace أو متجر مهني. كما يمكن أن تكون أماكن الدعم للمعلمين، مثل المكاتب أو غرف العمل، والطلاب، مثل غرف الندوات ومساحات العمل المشتركة، متجاورة مباشرة أو قريبة.
- رسم تخطيطي للنموذج التكاملي، DesignShare P.131 .

## نموذج التعلم القائم على المشروع
إن نموذج التعلم القائم على المشاريع هو نموذج يدعم الطلاب «التعلم من خلال العمل». وقد تكون أو لا تكون متعددة التخصصات تماما في تنظيمها للمواضيع. وعلى عكس التعليم التقليدي الذي يقوده المعلّم، غالباً ما يتعين على الطلاب تنظيم عملهم الخاص وإدارة وقتهم الخاص في فصل دراسي قائم على المشاريع، مع التركيز على تعاون الطلاب والعمل العملي. وهو ينطوي على البحوث المستقلة، والخبرات في العالم الحقيقي، والفرص والمتطلبات للطلاب لتقديم والدفاع عن تعلمهم، وممارسة والتدرب. مشاريع الطلاب هي في صميم تعلمهم. وينعكس ذلك في تصميم المرافق التعليمية التي تبدو مشابهة للنموذج التكاملي، ولكن مع عدم التركيز على المساحات التعليمية التقليدية مثل الفصول الدراسية والمختبرات، وزيادة التركيز على مساحات تعاون الطلاب وأماكن العمل، مثل غرف الدراسة الفردية والندوات الجماعية، ومساحات العمل مثل مساحات العمل والغرف ذات الطباعة والإنتاج ثلاثي الأبعاد أو ثلاثي الأبعاد. التصميم يركز على الطالب، مما يعني أنه لدعم عمل المشروع، وليس في المقام الأول راحة المعلمين (مثل الفصول الدراسية). مثال ملحوظ على هذا النموذج هو التكنولوجيا العالية العالية.
- نموذج التعلم القائم على المشروع: مخطط المخطط، ص 139 وص 141

## نموذج الأكاديمية
نموذج الأكاديمية هو منظمة تتضمن مواضيع محددة أو تجمعات تنظيمية قائمة على الدرجات داخل مؤسسة واحدة. ويشار إليها أحيانًا باسم «الأكاديميات المهنية» أو «المسارات المهنية». يمكن تنظيم المدرسة على غرار الأقسام أو المتكاملة إلى حد كبير، مع دورات مخصصة موجهة نحو موضوع أو تركيز كل أكاديمية تقدم داخل كل أكاديمية ويتم تسجيل الطلاب وبعد دورة الدراسة المقررة لأكاديميتهم كما أنها تأخذ دورات في أقسام مختلفة. وبدلاً من ذلك، يمكن تنظيم المدرسة مع كل أكاديمية تقدم دوراتها الأساسية والمتخصصة. ويمكن أن ينعكس ذلك في تصميم المرافق التعليمية بعدة طرق: تكوين من نوع الأقسام مع مساحات متخصصة تقع في مناطق منفصلة، أو على طول منطقة مشتركة واحدة مع مساحات تحت عنوان كل أكاديمية متجاورة ويمكن ملاحظتها من قبل الطلاب في أكاديميات أخرى؛ أو بطريقة مماثلة لSLC أو المدرسة داخل المدرسة، مع كل أكاديمية في موقع مشترك مع مساحة تخصصها. على سبيل المثال، قد يكون للأكاديمية التي تحت عنوان العدالة قاعة محكمة ريفية تعمل بكامل طاقتها خارج المشاعات، مثل على طول «الشارع الرئيسي» في أكاديمية جاك إينلي. في إنجلترا، تشير الأكاديمية عادة إلى مؤسسة بأكملها تقدم برنامجًا أو موضوعًا متميزًا، وليس قسمًا منفصلًا داخلها.

## نموذج مجتمعات التعلم الصغيرة
نموذج مجتمع التعلم الصغير (SLC) هو منظمة موجهة نحو توفير بيئة تعليمية أكثر تخصيصًا. يمكن لمجموعة من الطلاب والمدربين البقاء ضمن SLC معين من الصف إلى الصف. عادة ما يكون لدى المعلمين في SLC وقت تخطيط مشترك لتعزيز التعاون وتطوير المشاريع متعددة التخصصات وتتبع تقدم الطلاب الفرديين عبر المواد الدراسية. وتشمل هذه الأنواع عدة أنواع، بما في ذلك: SLCs القائمة على الموضوع أو مدارس التركيز، التي تتشكل عادة حول موضوع المناهج الدراسية محددة، مثل «أكاديمية النجاح» أو «العلوم الإنسانية»؛ مراكز أو منازل على أساس الصف، مثل أكاديميات طالبة مهيكلة لدعم الطلاب الذين ينتقلون إلى مدارس المستوى العالي؛ الأكاديميات المهنية، وضعت حول موضوع الوظيفي أو مجموعات الوظيفي؛ مدارس المغناطيس، SLCs تحت عنوان الوظيفي التي تشمل تسريع دورة العمل للطلاب الموهوبين والموهوبين. وينعكس ذلك في تصميم المرافق التعليمية مع مراكز التنسيق الخاصة المصممة في مجموعات أو تجمعات منفصلة، وغالباً ما تكون منطقة التعلم الرئيسية المشتركة أو المرنة في قلب المجموعة، مع مجموعة متنوعة من غرف التعلم والاجتماعات الجماعية التي تفتح عليها، بما في ذلك العديد من الفصول الدراسية أو استوديوهات التعلم، مختبر العلوم، وربما makerspace أو متجر المهنية. وتحتوي المدرسة على عدة مراكز للطلاب، غالباً ما يكون بها ما بين 100 و200 طالب.
- رسم تخطيطي لمجموعات التعلم الصغيرة
- رسم تخطيطي لخطة مجتمعات التعلم الصغيرة LAUSC ، الصفحة 24

## نموذج المدرسة داخل المدرسة
نموذج المدرسة داخل المدرسة مشابه لنموذج مجتمعات التعلم الصغيرة لتخصيص الطلاب والمدارس على حد سواء، ولكن مع وظائف إدارية ودعم إضافية تقع داخل كل مدرسة أو «مجتمع». ولكل مدرسة تخصصات متعددة فضلا عن مديرين منفصلين، إما بذاتها تماما أو تابعة لإدارة المدرسة بأكملها أو مدير المدرسة بأكملها. وينعكس ذلك في تصميم المرافق التعليمية مع مبنى مدرسي أكبر، أو حرم جامعي، مع هويات منفصلة، وإدخالات، وغالبا ما أسماء لكل مدرسة صغيرة. مثال على هذا النموذج هو حرم ماريسفيل غيتشيل مع مباني منفصلة لكل مدرسة من المدارس الصغيرة الثلاث بالإضافة إلى مرفق مشترك للتربية البدنية والكافتيريا ووظائف الخدمات التي لا تدعمها المدارس الصغيرة بسهولة.

## روابط خارجية
- «التعلم على غرار الأكاديمية»
- أكاديميات جنوب فورت مايرز الثانوية
- التعلم من الجيل التالي
- تصميم مبنى مرن للتلوين الرقمي - خطط لنماذج تنظيمية مختلفة
- من المدرسة الثانوية إلى مجتمعات التعلم